# بنجامين هيلم
بنجامين هيلم (بالإنجليزية: Ben Helm)‏ هو مجدف بريطاني، ولد في 8 مايو 1964 في ريتشموند ‏ في المملكة المتحدة.

## وصلات خارجية
- بنجامين هيلم على موقع الاتحاد الدولي للتجديف (الإنجليزية)
- بنجامين هيلم على موقع أوليمبيديا (الإنجليزية)
- بنجامين هيلم على موقع اللجنة الأولمبية البريطانية (الإنجليزية)